# Боббио
Бо́ббио (итал. Bobbio, эмил.-ром. Bòbi) — старинный город-курорт (бальнеология, горные лыжи) в итальянском регионе Эмилия-Романья, в долине реки Треббия близ Пьяченцы, у подножия высокой горы Пениче.
Население составляет 3816 человек, плотность населения — 36 чел./км². Занимает площадь 106 км². Почтовый индекс — 29022. Телефонный код — 0523.
Покровителем города почитается св. Колумбан, празднование 23 ноября. В коммуне особо почитаема Пресвятая Богородица (Madonna dell’Aiuto). Успение Пресвятой Богородицы особо празднуется 15 августа.

## История
В античности город был известен как Эбовий (Ebovium, Bobium). Его история неразрывано связана с одноимённым аббатством, которое основал здесь в 614 году св. Колумбан. В раннем средневековье это был один из культурных центров Северной Италии, он славился скрипторием и библиотекой, насчитывавшей в X веке ок. 700 томов.
В 1304 году рыцарь Коррадино из рода Маласпина заложил над городом замок, который в 1387 году вместе с городом перешёл во владение семейства Даль Верме. В 1516 году Боббио стал центром крохотного маркграфства во главе с Даль Верме, которое в XVIII веке перешло под контроль Савойской династии.

## Достопримечательности
В центре города высятся собор с высокой колокольней, заложенный в 1075 году, но достроенный только в 1463 году, и базилика св. Колумбана (1456—1522) с гробницами местных аббатов. Через Треббию в Боббио перекинут 280-метровый Горбатый мост, история которого восходит ко временам Древнего Рима. В городе сохранилось много других старинных зданий. Периодически в Боббио проходит небольшой киносмотр.